# Neohaematopinus chinensis
Neohaematopinus chinensis är en insektsart som beskrevs av Blagoveshtchensky 1972. Neohaematopinus chinensis ingår i släktet Neohaematopinus och familjen ledlöss. Inga underarter finns listade i Catalogue of Life.